# Miloslav Hilský
Miloslav Hilský (20. února 1954 Praha – 1. dubna 1999 tamtéž) byl český malíř, pedagog a jevištní a kostýmní výtvarník.

## Život a dílo
Miloslav Hilský se narodil 20. února 1954 v Praze na Břevnově. Jeho otec Jan Hilský byl učitelem, ale příležitostně se věnoval malování. Jeho mladší bratr Petr Hilský se věnuje též malbě. Po středoškolských studiích byl přijat v roce 1974 na Divadelní fakultu Akademie múzických umění v Praze. Vystudoval scénografii u Michaela Romberga a malbu a kresbu u akademického malíře Oldřicha Smutného. Spolupracoval s režisérem Přemyslem Rutem. Po ukončení studií působil nejdříve jako pedagog výtvarného oboru na Základní umělecké škole a ve svobodném povolání. V letech 1990–1994 byl odborným asistentem kresby a malby na katedře scénického výtvarnictví Divadelní fakulty Akademie múzických umění v Praze. Maloval obrazy s tematikou domova, převážně technikou suchý pastel. Ten kombinoval s jinými technikami, dospěl ke kombinaci technik s koláží a nakonec k asamblážím a okrajově i k plastikám. Byl členem Českého fondu výtvarných umělců. Díla vystavoval samostatně, nebo se svojí ženou, malířkou a scénografkou Jitkou Hilskou. Jejich dcera Zuzana Hilská Novak maluje, fotí a věnuje se ilustraci. Zemřel po těžké nemoci 1. dubna 1999.

### Výstavy autorské

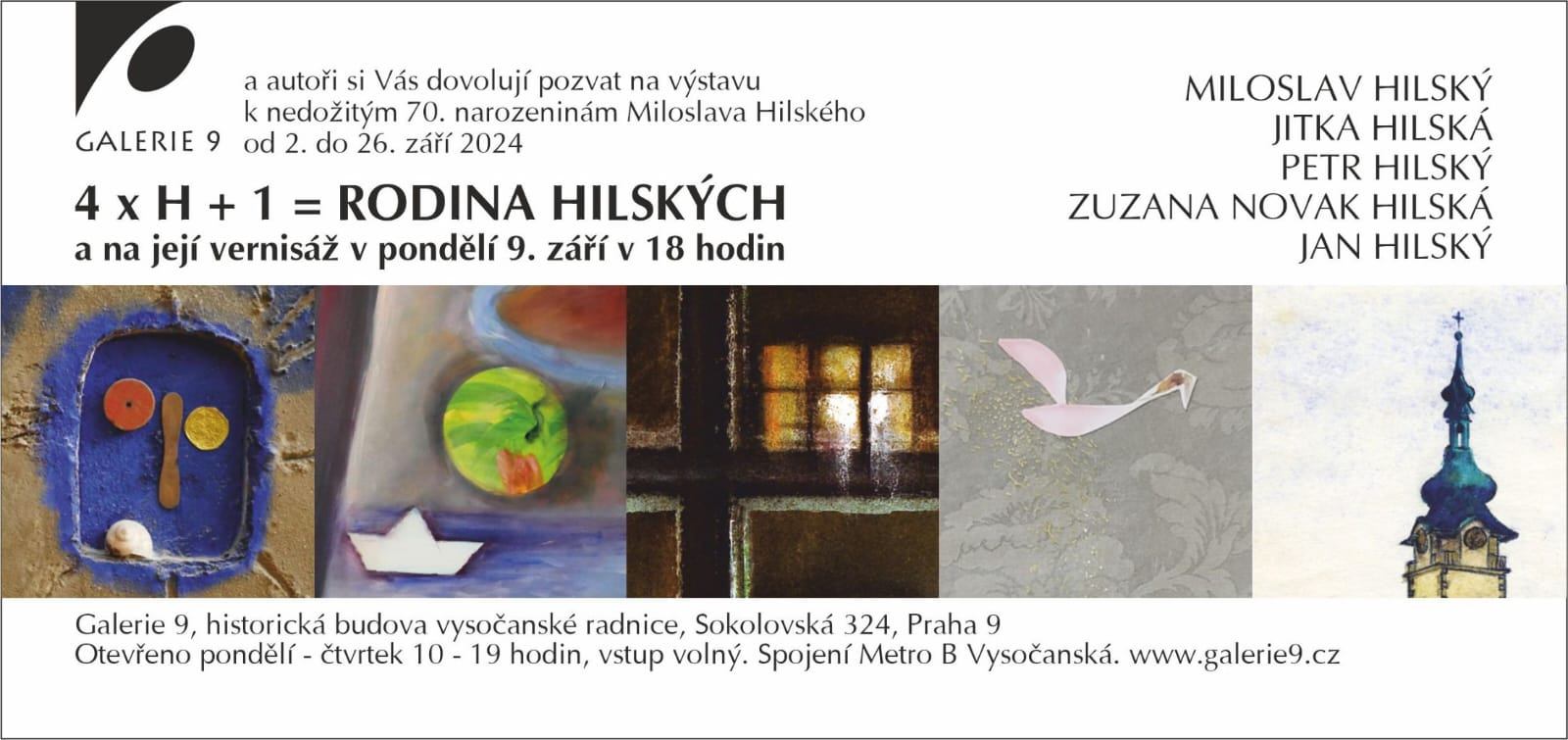
Pozvánka na výstavu

1986 Praha, Ústav makromolekulární chemie (Galerie Makráč) : Miloslav Hilský Obrazy
- 1990 Rakovník, Galerie ve věži: Miloslav Hilský Obrazy
- 1994 Praha, Galerie bratří Čapků: Miloslav Hilský Obrazy
- 2000 Praha, Atrium na Žižkově: Miloslav Hilský To co zůstává
- 2004 Únětice, Špejchar: Miloslav Hilský Obrazy
- 2009 Praha, Galerie AA: Vzpomínková výstava
- 2009 Praha Chvalský zámek: Miloslavu Hilskému
- 2016 Praha, Ústav makromolekulární chemie (Galerie Makráč) : Miloslav Hilský Obrazy po 30 letech
- 2019 Praha, Divadlo Dobeška: Miloslav Hilský – Dernisáž

### Výstavy kolektivní
- 1988 Praha, Galerie u Řečických: Miloslav Hilský, Vlastimil Šik, Jakub Vinklář
- 1988 Praha, Pakr kultury a oddechu: Salon pražských výtvarných umělců
- 1990 Praha, Lidový dům: Výstava výsledků stipendií za rok 1989 – sochaři, malíři, grafici
- 1995 Praha, Leonhard Interior: Obrazy s Jitkou Hilskou a Petrem Hilským
- 2000 Praha, Galerie Fronta: Dotýkání vzpomínek ( s Jitkou Hilskou a Petrem Hilským)
- 2009 Praha, Dobeška: Drobnosti
- 2014 Litoměřice, Severočeská galerie výtvarného umění: Brány pozemské i nebeské
- 2024 Praha, Vysočany Galerie 9: 4x H + 1 = Rodina Hilských